# ناحیه مالاکاستر

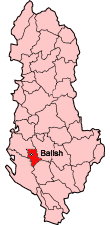

استان مالاکاستر (به آلبانیایی: Rrethi i Mallakastrës) نام یکی از استان‌های سی‌وشش‌گانه کشور آلبانی است. مرکز این استان شهر بالش است.